# Францль Ланг
Франц «Францль» Ланг (нім. Franz "Franzl" Lang; 28 грудня 1930 — 6 грудня 2015) — альпійський йодлер, акордеоніст і гітарист з Баварії (Німеччина), відомий як «Король йодлю» (нім. Jodlerkönig). Він творив у жанрі німецької фольклорної музики, співаючи на традиційному баварському діалекті альпійських регіонів.
За життя він був визнаним найкращим йодлером усього світу.

## Кар'єра
Ланг навчався як музичний виконавець-інструменталіст. Він почав грати на своєму акордеоні у віці дев'яти років. Його найбільшим хітом у 1968 р. став запис композиції Карла Ганзера «Das KufsteinerLied». Протягом 1970-х років він був одним із найкращих музикантів в естрадних шоу на західнонімецькому телебаченні, особливо в програмі ZDF Lustige Musikanten. 
Ланг продав більше 10 мільйонів записів та отримав 20 золотих дисків (премій) та один платиновий. Був відомий як один з найкращих йодлерів усіх часів.

## Особисте життя та смерть
Франль Ланг був одружений з Джоанною з 1954; у нього є один син (Франц Герберт Ланг) та одна донька (Хрістл). Він помер у Мюнхенському домі для престарілих, 6 грудня 2015 року.